# A Bootis
Ne doit pas être confondu avec Arcturus (α Bootis).
Désignations
A Bootis (A Boo) est une étoile binaire de la constellation boréale du Bouvier. Elle est visible à l’œil nu avec une magnitude apparente de 4,80. Le système est situé à ∼ 235 a.l. (∼ 72,1 pc) de la Terre et il se rapproche du système solaire avec une vitesse radiale de −22 km/s.
A Bootis est une étoile binaire spectroscopique à raies simples, dont la composante secondaire est mise en évidence par le déplacement par effet Doppler des raies spectrales de l'étoile primaire. Les deux étoiles orbitent selon une période de 212 jours et avec une excentricité importante de 0,57. Leur demi-grand axe est de 2,3 millisecondes d'arc. L'inclinaison du système est proche de 90° et si c'est le cas il pourrait montrer de légères éclipses d'une amplitude de 9 millimagnitudes et d'une durée de 3,7 jours. Les données photométriques d'Hipparcos mettent en évidence une légère variabilité de 17 millimagnitudes, mais ces variations ne possèdent pas de périodicité et par conséquent elles ne sont pas cohérentes avec l'hypothèse d'une éclipse.
La composante visible du système est une étoile géante rouge de type spectral K0III. Elle ferait environ 2,2 fois la masse du Soleil, et son rayon est 13 fois plus grand que celui le Soleil. Elle est 76 fois plus lumineuse que le Soleil et elle présente une température effective de 4 730 K. Son compagnon, l'étoile secondaire du système, aurait une masse équivalente à 98% celle du Soleil.